# Čung-siang
Čung-siang (čínsky pchin-jinem hōngxiáng, znaky zjednodušené 钟祥, tradiční 鐘祥) je městský okres v městské prefektuře Ťing-men v provincii Chu-pej v Čínské lidové republice. Rozloha celého městského okresu je 4488 čtverečních kilometrů a v roce 2004 v něm žil přibližně 1 milion obyvatel.

## Historie
Čung-siang je jednou z kolébek čchuské kultury. V období Letopisů i období válčících států byl nějakou dobou hlavním městem státu Čchu.
V mingské době byl jako kraj An-lu sídlem knížete Ču Jou-jüana, otce císaře Ťia-ťinga (vládl 1521–1567). Ťia-ťing povýšil An-lu na prefekturu Čcheng-tchien („Následování nebes“) podle vzoru prefektur hlavních měst (Pekingu a Nankingu); své rodiče pohřbil v honosném mauzoleu Sien-ling, ležícím několik kilometrů severovýchodně od Čung-siangu. Mauzoleum je turisticky výzmamnou atrakcí, jako jedna z císařských hrobek dynastií Ming a Čching patří ke Světovému dědictví UNESCO.